# Samuel Pepys Cockerell
Samuel Pepys Cockerell (Londra, 1754 – 1827) è stato un architetto inglese.
Figlio di John Cockerell e fratello di Charles Cockerell, è conosciuto principalmente per aver realizzato nel 1805 la Sezincote House nel Gloucestershire, le cui caratteristiche orientali ispirarono la costruzione del Royal Pavilion.

## Biografia
Formatosi professionalmente nello studio di Robert Taylor, famoso architetto dell'epoca, nel 1774 ricevette il primo incarico come geometra presso la chiesa di San Giorgio a Westminster. L'anno successivo entrò a far parte del Royal Office of Works e venne impiegato presso la Torre di Londra fino al 1780, quando venne trasferito a Newmarket fino al 1782.
Alla morte di Taylor, nel 1788, Cockerell divenne ispettore del Foundling Hospital di Londra, presentando un progetto per lo sviluppo delle proprietà a Bloomsbury, fino a quando lasciò l'incarico al suo allievo Joseph Kay. Continuò il lavoro di Taylor progettando l'Admiralty House, residenza del Primo Lord dell'Ammiraglio, inaugurata nel 1786. Progettò inoltre l'architettura della maggior parte dell'area di Bayswater.
In qualità di geometra del vescovo di Londra, elaborò i progetti per l'edificazione della tenuta diocesana a Paddington, anche se questo lavoro, assieme al progetto della Connaught Square, vennero ultimati solo dopo la sua morte da George Gutch. Nel 1787 realizzò il nuovo progetto per la ricostruzione della Daylesford House nel villaggio di Daylesford su incarico di Warren Hastings, governatore delle Indie Orientali. Hasting conobbe Cockerell grazie a Henry Martin, comandante della Royal Navy, al quale Cockerell aveva progettato un ponte a Whiteknights, vicino a Reading nel Berkshire. Nel 1803 realizzò un nuovo padiglione per la chiesa di Sant'Anna a Soho. Dal 1806 lavorò per la Compagnia britannica delle Indie orientali.

## Vita privata
Cockerell si sposò con Anne Whetham il 18 giugno 1782 ed ebbe undici figli tra cui l'architetto Charles Robert Cockerell (1788-1663), Richard Howe Cockerell (1798-1839), comandante di nave, e Anna Teresa Cockerell (1836-1912), che divenne contessa in seguito al matrimonio con Charles Chetwynd-Talbot.